# Гвадалупе (округ, Нью-Мексико)
Шаблон:StateAbbr_ 34°52′ пн. ш. 104°47′ зх. д. / 34.86° пн. ш. 104.78° зх. д.
Округ Гвадалупе (англ. Guadalupe County) — округ (графство) у штаті Нью-Мексико, США. Ідентифікатор округу 35019.

## Історія
Округ утворений 1891 року.

## Демографія
За даними перепису
2000 року
загальне населення округу становило 4680 осіб, зокрема міського населення було 2540, а сільського — 2140.
Серед мешканців округу чоловіків було 2567, а жінок — 2113. В окрузі було 1655 домогосподарств, 1145 родин, які мешкали в 2160 будинках.
Середній розмір родини становив 3,05.
Віковий розподіл населення поданий у таблиці:
| Стать    | До 15 років | 15-21 | 22-29 | 30-39 | 40-49 | 50-65 | 65-85 | Понад 85 |
| -------- | ----------- | ----- | ----- | ----- | ----- | ----- | ----- | -------- |
| Чоловіки | 459         | 285   | 303   | 423   | 440   | 354   | 267   | 36       |
| Жінки    | 449         | 209   | 162   | 291   | 310   | 347   | 286   | 59       |

## Суміжні округи
- Сан-Мігель — північ
- Квей — схід
- Де-Бака — південь
- Лінкольн — південний захід
- Торренс — захід

## Виноски
1. ↑  U.S. Decennial Census. United States Census Bureau. Архів оригіналу за 26 квітня 2015. Процитовано 2 січня 2015.
2. ↑  Historical Census Browser. University of Virginia Library. Архів оригіналу за 11 серпня 2012. Процитовано 2 січня 2015.
3. ↑  Population of Counties by Decennial Census: 1900 to 1990. United States Census Bureau. Архів оригіналу за 16 квітня 2015. Процитовано 2 січня 2015.
4. ↑  Census 2000 PHC-T-4. Ranking Tables for Counties: 1990 and 2000 (PDF). United States Census Bureau. Архів оригіналу (PDF) за 18 грудня 2014. Процитовано 2 січня 2015.
5. ↑  State & County QuickFacts. United States Census Bureau. Архів оригіналу за 6 червня 2011. Процитовано 29 вересня 2013.(англ.) Наведено за англійською вікіпедією.
6. ↑  American FactFinder. Бюро перепису населення США. Архів оригіналу за 21 травня 2008. Процитовано 31 січня 2008.

| США | Це незавершена стаття з географії США. Ви можете допомогти проєкту, виправивши або дописавши її. |